# Smodicum dinellii
Smodicum dinellii là một loài bọ cánh cứng trong họ Cerambycidae.